# Michael Harkess
Michael Harkess es un deportista australiano que compitió en tiro con arco, en la modalidad de arco compuesto. Ganó una medalla de bronce en el Campeonato Mundial de Tiro con Arco al Aire Libre de 1995, en la prueba y por equipo.

## Palmarés internacional
| Campeonato Mundial al Aire Libre | Campeonato Mundial al Aire Libre | Campeonato Mundial al Aire Libre | Campeonato Mundial al Aire Libre |
| Año                              | Lugar                            | Medalla                          | Prueba                           |
| -------------------------------- | -------------------------------- | -------------------------------- | -------------------------------- |
| 1995                             | Yakarta (Indonesia)              | Medalla de bronce                | Equipo                           |